# Kazimierz Strzemiński
Kazimierz Strzemiński (ur. 23 października 1888 w Łowiczu, zm. 7 stycznia 1938 w Warszawie) – polski malarz pejzażysta oraz pedagog.

## Życiorys
Podczas pobierania nauki w Szkole Realnej w Łowiczu w 1905 roku brał udział w strajku szkolnym w wyniku czego został relegowany ze szkoły przed maturą. Studia artystyczne odbył początkowo w Akademii Sztuk Pięknych w Krakowie (1907-1910) a następnie w Académie Julian w Paryżu (1910-1911). W latach 1911–1915 powrócił do Łowicza, w 1915 przeprowadził się do Warszawy.
Brał udział w wystawach bieżących i salonach organizowanych przez Towarzystwo Zachęty Sztuk Pięknych, którego został w 1915 roku członkiem rzeczywistym, a od 1932 roku członkiem honorowym. W 1918 roku otrzymał stypendium Towarzystwa, które pozwoliło mu na odbycie plenerów w Bułgarii.
W latach 1915–1918 był nauczycielem rysunku w Gimnazjum Miejskim „Polskiego Towarzystwa Ofiarom Wojny” w Mińsku Litewskim, następnie w Gimnazjum im. Adama Mickiewicza oraz Gimnazjum im. Stanisława Staszica w Warszawie.
W 1920 roku organizował Komisję Międzyzwiązkową Kulturalno-Artystyczną (KMKA), której został sekretarzem, a w 1923 roku Związek Zawodowy Artystów Plastyków, którego został pierwszym prezesem. W latach 1925–1926 był redaktorem naczelnym miesięcznika „Sztuka i Życie”. W 1930 zakończył działalność społeczną w środowiskach artystycznych i poświęcił się wyłącznie działalności artystycznej.
Pochowany wraz z żoną na cmentarzu Powązkowskim w Warszawie kwatera 118, rząd 1, miejsce 18.

## Życie prywatne
Syn Jana Ignacego Strzemińskiego oraz Wandy Gałeckiej. W dniu 28 czerwca 1922 roku zawarł związek małżeński z Albiną Marią z Jedlińskich (zm. 1980) z którego nie dochował się potomstwa.

## Nagrody i Odznaczenia
- Medal Niepodległości[a]
- Odznaka honorowa „Za walkę o szkołę polską”
- Odznaka honorowa „Za Wybitną Działalność na Polu Ratownictwa Mienia Polskiego, Zabytków i Dzwonów na Terytorium b. Cesarstwa Rosyjskiego w latach 1915–1920”
- Brązowy medal na salonie dorocznym Towarzystwa Zachęty Sztuk Pięknych za obraz Kościół w Limanowej (1932)[1]